# Night Slashers
Night Slashers (ナイトスラッシャーズ) es un juego de arcade beat'em up de 1993 desarrollado y distribuido por Data East. Un remake del juego fue lanzado para plataformas modernas por Forever Entertainment en septiembre de 2024.
Un port de Nintendo Switch fue lanzado por Johnny Turbo's Arcade y estuvo disponible desde 2018 hasta 2023.

## Jugabilidad
Night Slashers es similar a Final Fight de Capcom y a la serie de Streets of Rage de Sega, el cual es un juego arquetípico beat 'em up de desplazamiento lateral. Uno, dos o tres jugadores/personajes podrán moverse de izquierda a derecha por cada nivel (de los cuales la mayoría está dividido en tres o más escenas), luchando contra los personajes enemigos que aparezcan, hasta confrontar a un jefe al final del nivel. Una vez que el jefe es vencido, los jugadores automáticamente pasarán al siguiente nivel. Los enemigos aparecerán desde ambos lados de la pantalla y de las puertas o entradas del fondo, y los jugadores deberán vencerlos a todos para progresar. Si los jugadores intentan simplemente avanzar por los niveles sin luchar, la pantalla dejará de avanzar hasta que los enemigos presentes sean vencidos, antes de dejar progresar a los jugadores. Los enemigos podrán moverse por fuera de la pantalla, pero los jugadores no. Existe un tiempo límite en cada nivel.
A diferencia de Final Fight, Night Slashers dispone de tres personajes con un mayor número de movimientos (incluyendo los movimientos del tipo «bomba») y una temática de terror. Durante el transcurso del juego, los jugadores lucharán contra hordas de zombis y mutantes, al igual que otros monstruos como vampiros, hombres lobo y elementales. Los jefes también incluyen monstruos como una momia, un gólem, un científico loco, y otros parecidos al Conde Drácula, la parca y el monstruo de Frankenstein. Los jugadores lucharán contra estos enemigos y jefes para detener los planes malignos del Rey Zarutz de convertir al planeta en el reino de los muertos. Lo que separa a este juego de otros beat'em up es el hecho de que los nombres de los enemigos nunca aparecen sobre sus barras de salud al luchar contra ellos.
En la versión japonesa, la sangre y el gore no están censurados (con sangre roja en lugar de verde, pero en la versión internacional existe la opción de ajustar el color de la sangre y el nivel de violencia). Al final de un ataque cuerpo a cuerpo, Christopher levanta una cruz en lugar de una bola de cristal azul. La flecha que dice «Go» (Ve en inglés) se da vuelta para mostrar el texto sangriento «To Hell!» (quedando Vete al infierno en inglés). Existen imágenes y diálogos extra en las cinemáticas.

## Personajes
Los jugadores podrán jugar como uno de tres héroes. Cada uno tiene sus propias fortalezas y debilidades, al igual que poderes elementales diferentes. El juego también tiene tres finales diferentes, uno para cada personaje.
- Jake Hunter (ジェーク・ハンター) - un cazador de monstruos americano con brazos cibernéticos. Apodado el «cíborg psíquico», es el personaje más fuerte. Su elemento es el rayo. Jake a veces lleva una chaqueta roja al viajar.
- Christopher Smith (クリストファー・スミス) - un cazador de vampiros inglés y artista marcial. Es el personaje más balanceado con velocidad y poder promedio. Sus elementos son agua y hielo. Christopher a veces lleva un abrigo marrón y un sombrero al viajar.
- Hong Hua Zhao (趙.紅華) - una artista marcial china experta en artes místicas. A pesar de ser pequeña en comparación con otros personajes, es la más ágil. Su elemento es el fuego. Hong Hua a veces lleva una bata amarilla al viajar.
- Liu Feilin (劉 飛鈴?) – la actriz principal de la ópera clásica China, también es maestra del puño asesino chino, el cual parece ser el Kung Fu de la Mantis Religiosa. Feilin es un personaje exclusivo del remake y proviene de la serie de juegos de pelea Fighter's History.

## Recepción
En Japón, Game Machine clasificó a Night Slashers en su edición del 15 de octubre de 1993 como el noveno juego de arcade más exitoso del mes. En Norteamérica, Play Meter también listó al título como el 58.º juego de arcade más popular del momento.
Fue clasificado como el 20.º videojuego beat 'em up de todos los tiempos por Heavy.com en 2013. Hardcore Gaming 101 dijo: «Night Slashers es decente pero no es asombroso – cualquiera de los beat 'em up de Capcom como Alien vs. Predator o Battle Circuit son un poco mejores. Pero lo que lo hace especial es la temática de terror, junto a su música memorable».